# USS Zumwalt (DDG-1000)
USS Zumwalt (DDG-1000) – okręt prototypowy niszczycieli typu DDG-1000, zbudowany w stoczni Bath Iron Works przez Stany Zjednoczone dla amerykańskiej marynarki wojennej. Największy w historii okręt tej klasy budowany dla US Navy, nazwany na cześć admirała Elma Zumwalta. Stępkę pod jednostkę położono 17 listopada 2011 roku, wodowanie odbyło się 28 października 2013 roku, 12 kwietnia 2014 roku niszczyciel ochrzczono, a 15 października 2016 roku – przyjęto do służby.
Obecnie okręt ten stacjonuje w bazie w Yokosuka w okolicach Tokio i został przydzielony do 15. szwadronu niszczycieli. Ma stacjonować w tym miejscu już na stałe.

## Opis
Podstawowymi założeniami nowego typu okrętu są:
- zintegrowany system zasilania (Integrated Power System – IPS), zapewniający 78 megawatów mocy i pokrywający całe zapotrzebowanie okrętu na energię z zapasem na przyszłe modernizacje[7];
- radar dwupasmowy (Dual Band Radar – DBR);
- zintegrowany system broni podwodnej (Integrated Undersea Warfare System – IUSW);
- budowa kompozytowa;
- zewnętrzne pionowe wyrzutnie pocisków (Peripheral Vertical Launching System – PVLS);
- zaawansowane działo (Advanced Gun System – AGS);
- przeszywający, odwrócony dziób kadłuba;
- system atrap obronnych przeciwko pociskom naprowadzanym na podczerwień;
- autonomiczny system przeciwpożarowy (Autonomic Fire Suppression System – AFSS).

## Nowe stanowisko US Navy wobec programu
31 lipca 2008 US Navy zaproponowała Kongresowi zatrzymanie programu niszczycieli typu DDG-1000 i wznowienie w zamian programu niszczycieli typu DDG-51. Nowe stanowisko marynarki obejmuje także przeznaczenie środków finansowych na nowe okręty typu Arleigh Burke. US Navy wnosiła o ich zabezpieczenie w planie budżetowym na rok 2008/2009 na rzecz 3 okrętów typu DDG-1000. Kongres nie wyraził jednak zgody na rezygnację z budowy okrętów typu Zumwalt, przeznaczając pieniądze na budowę trzech pierwszych okrętów.
Według stanu na listopad 2011 roku stopień zaawansowania budowy wynosił 60%.